# مهرة (قبيلة)
المهرة قبيلة عربية قضاعية يتصل نسبها إلى مهرة بن حيدان من قضاعة. وهي قبيلة قضاعية تقطن في جنوب الجزيرة العربية .
تنتشر قبيلة المهرة في محافظة الوسطى في سلطنة عمان وأيضا في محافظة ظفار ولهم امتداد طبيعي حتى الحدود العمانية اليمنية في محافظة المهرة وأيضا حتى الحدود العمانيه السعوديه في الربع الخالي كما يوجد عدد منهم في دولة الإمارات العربية المتحدة والكويت والسعودية والبحرين  وقطر. كما أنهم اشتركوا في فتوحات شمال أفريقيا والمغرب والأندلس ولهم انتشار هناك. يعمل بعضهم في صيد الأسماك وبعضهم يعيش في البادية وإليهم تنسب الإبل المهرية في التراث العربي. اشتهر المهرة بلغتهم المهرية، وهي لغة سامية تنتمي إلى الأسرة الشرقية ضمن مجموعة اللغات السامية الجنوبية، وهي اللغة الأم تفرعت منها لغات مثل اللغة الشحرية والبطحرية والحرسوسيه والهبيوتية والسقطرية ولهم تاريخ قديم في عمان جاء ذكرهم في صفحات التاريخ العماني .  وجاء ذكرهم في عدد من الكتابات السبئية بخط المسند وكانت لهم سلطنة دامت خمسة قرون وبقيت قائمة حتى عام 1967 هي سلطنة المهرة.

## النسب
تنحدر من مهرة بن حيدان بن عمرو بن الحاف بن قضاعة بن مالك بن عمرو بن مرة بن زيد بن مالك بن حِمْيَر.

## اللغة

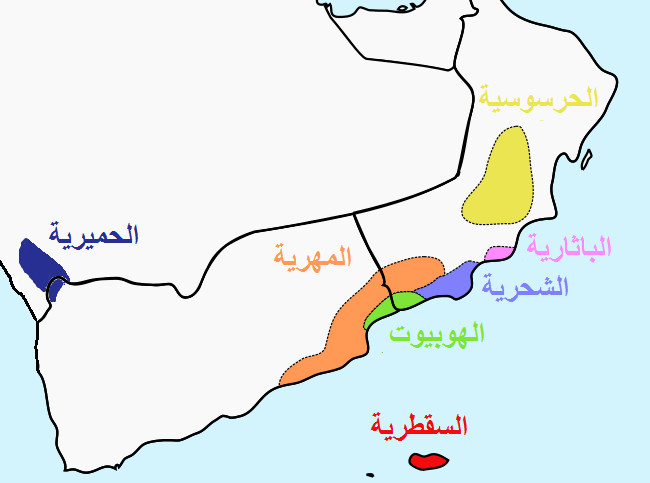
اللغات الجزرية المحلية في جنوب شبة الجزيرة العربية

يتحدث المهريون اللغة المهرية بينما القاطنين منهم في جزيرة سقطرى يتحدثون لغتهم السقطرية، وهي لغة سامية تنتمي إلى أسرة اللغات السامية الجنوبية الحديثة (اللغات الجزرية المعاصرة) وخلافا لما هو شائع فإن لغتهم هذه لا علاقة لها باللغات العربية الجنوبية القديمة (اللغة السبئية والحميرية) فهي لغة قديمة وخاصة بالمهريين وقريبة جداً من اللغة السقطرية واللغة شحرية في سلطنة عمان  لكنها قد تشترك مع اللغات الجزرية القديمة (الجنوبية القديمة) في بعض الكلمات والمميزات اللغوية.
وقد تحدث الهمداني عن لغة المهرة والشحرة:
| مهرة (قبيلة)            | أهل الشحر والأسعاء ليسو بفصحاء، مهرة غتم يشاكلون العجم حضرموت ليسو بفصحاء، وربما كان فيهم الفصيح وأفصحهم كندة وهمدان وبعض الصدف سرو مذحج ومأرب وبيحان وحريب فصحاء ورديّ اللغة منهم قليل سرو حمير وجعدة ليسو بفصحاء وفي كلامهم شيء من التحمير ويجرون في كلامهم ويحذفون فيقولون يا بن امعم في يا بن العم | مهرة (قبيلة) |
| — صفة جزيرة العرب "134" | |              |

## الدين
المهريون هم في الغالب من المسلمين. قدم وفد مهرة من ظفار عليهم مهري بن الأبيض. فعرض عليهم رسول الله محمد الإسلام فأسلموا. ووصلهم وكتب لهم: هذا كتاب من محمد رسول الله لمهري بن الأبيض على من آمن به من مهرة ألا يؤكلوا ولا يعركوا وعليهم إقامة شرائع الإسلام فمن بدل فقد حارب ومن آمن به فله ذمة الله وذمة رسوله. اللقطة مؤداة والسارحة منداة والتفث السيئة والرفث الفسوق. وكتب محمد بن مسلمة الأنصاري. قال: يعني بقوله لا يؤكلون أي لا يغار عليهم.
قال: أخبرنا هشام بن محمد، أخبرنا معمر بن عمران المهري عن أبيه، قالوا: وفد إلى رسول الله محمد، رجل من المهرة يقال له زهير بن قرضم بن العجيل من الشحر أي ظفار ، فكان رسول الله محمد يدنيه ويكرمه لبعد مسافته، فلما أراد الانصراف ثبته وحمله وكتب له كتابا، فكتابه عندهم إلى يومنا هذا.
وكانت قبيلة المهرة في عمان من القبائل التي ارتدت عن الإسلام بعد موت النبي محمد، فأرسل إليها الخليفة أبو بكر الصديق، جيشا بقيادة عكرمة بن أبي جهل، وانضم إلى جيش عكرمة فئة من المهرة بقيادة شخريت بعد أن كاتبهم عكرمة، وقاتل الباقين وكانوا بقيادة المصبح وهو الأكثر عددا، فهزمهم عكرمة وقتل منهم خلقا كثيرا، وغنم المسلمون منهم مالا عظيما، حتى ردوهم إلى دائرة الإسلام.

### الفتوحات الإسلامية
لعب أهالي المهرة دورًا في تاريخ الإسلام والإنجازات العسكرية التي حققها العالم العربي خلال السنوات الأولى للإسلام. شارك جيش المهرة في غزو شمال أفريقيا وإسبانيا. وتم توثيق إنجازات قبيلة المهري من قبل المؤرخ ابن عبد الحكم في كتابه بعنوان «فتوح مصر وأخبارها». في بداية الفتح الإسلامي لشمال إفريقيا، ساهمت قبيلة المهري في سلاح الفرسان في الجيش. لقد لعبوا دورا حاسما في الجيش العربي المسلم تحت قيادة عمرو بن العاص، الذي كان قائدًا عسكريًا عربيًا معروفًا وواحدًا من الصحابة. حارب جيش مهرة إلى جانبه خلال الفتح الإسلامي لشمال إفريقيا، والذي بدأ بهزيمة القوات الإمبراطورية البيزنطية في معركة مصر الجديدة، وبعد ذلك في معركة نيكيو في مصر في عام 646.

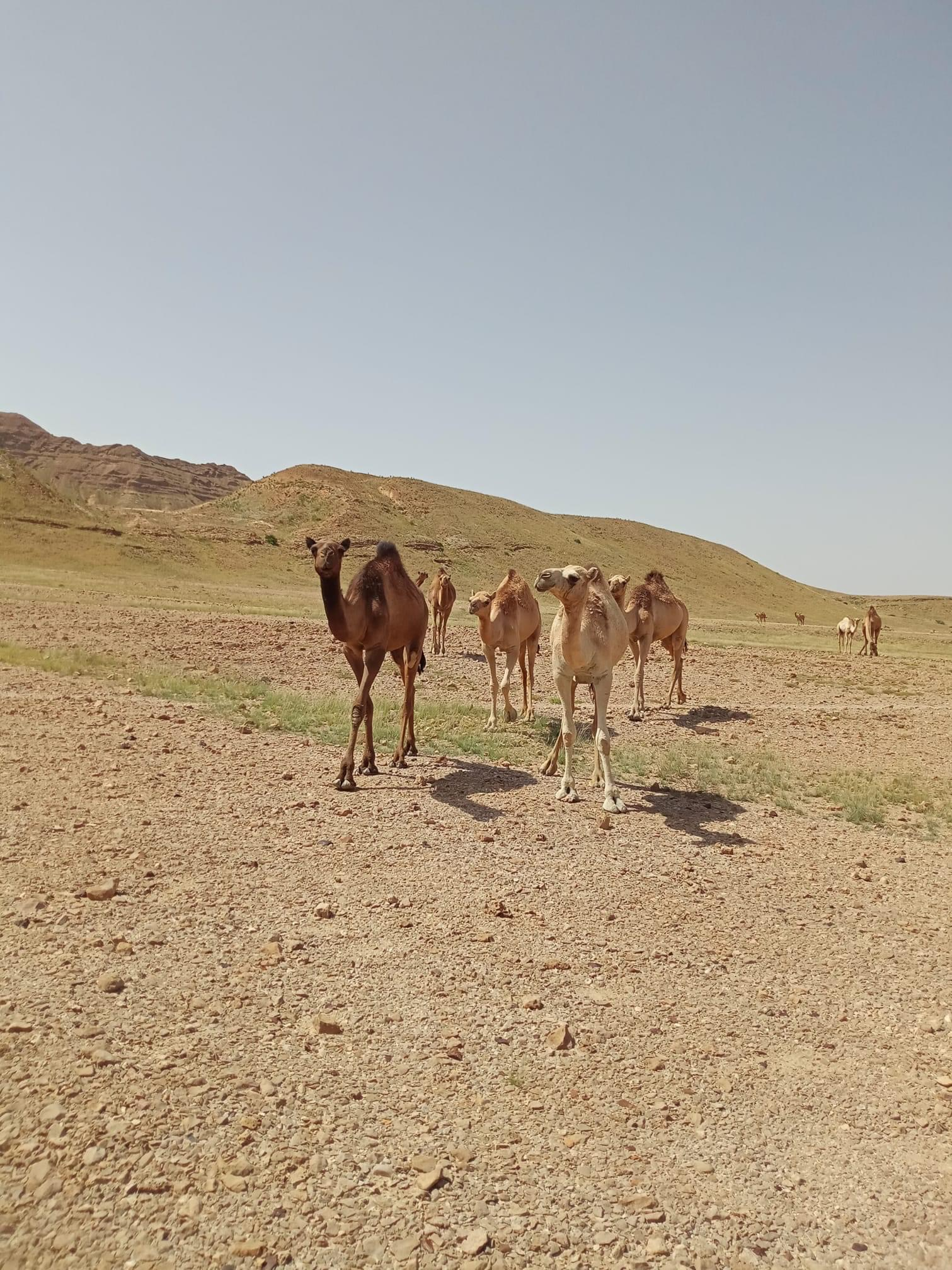
صورة من الإبل المهري في بلاد المهرة

طوال الفتح الإسلامي لشمال إفريقيا، تم منح جيش المهرة أراضٍ في معظم الأراضي المحتلة حديثًا. في البداية أعطيت قبيلة المهري منطقة جبل يشكر من قبل القيادة الإسلامية. وتقع هذه المنطقة شرقي مدينة العسكر. وبعد نهاية الفتح الإسلامي لمصر عام 641 أسس القائد المسلم عمرو بن العاص بلدة الفسطاط التي أصبحت العاصمة الجديدة لمصر. تم منح الجيش أرضًا إضافية في العاصمة الجديدة والتي أصبحت تُعرف فيما بعد باسم خيطت المهرة أو حي المهرة باللغة الإنجليزية. تم استخدام هذه الأرض من قبل قوات المهرة كحامية. تم تسمية حي المهرة باسم سكان المهرة لأنهم الملّاك الوحيدين للأرض. وكان على القبائل العربية الأخرى التي كانت جزءًا من الفتح الإسلامي لمصر تقاسم الأراضي. هذا هو السبب في أن أراضيهم تحمل اسمًا غير قبلي. كما شاركت قبيلة المهرة في حي الراية في الفسطاط مع القبائل المختلفة التي ارتبطت ارتباطًا وثيقًا بالنبي محمد، ووفقًا للروايات التاريخية، استخدمت قوات المهرة حي الراية كمقر ومستقر لخيولهم. يقع حي المهرة بالقرب من حي الراية وهو المركز المطلق للعاصمة الجديدة الفسطاط.
المهرة هي موطن الإبل المهري الأصيل الذي كان جزءًا لا يتجزأ من النجاح العسكري لجيش المهرة خلال الفتوحات الاسلامية لمصر وشمال أفريقيا ضد الإمبراطورية البيزنطية. وقد قامت وحدة الفرسان من المهرة بإدخال الإبل المهري إلى شمال أفريقيا خلال الفتوحات، والآن هو متواجد في جميع أنحاء المنطقة. ويعرف في بعض الأحيان بإبل الساحل. يشتهرون بالسرعة وخفة الحركة والمتانة. لديهم بنية كبيرة ولكنها نحيفة، وبسبب سنامها الصغير اشتهرت بلاد المهرة منذ القدم بسلالات مختلفة من الإبل، وقد ذكرت اغلب المصادر التاريخية القديمة الإبل العيدية ومن هذة السلالات أيضًا، التي اشتهرت بالسرعة وكثرة إنتاج الحليب، التي يضرب بها المثل في السرعة، ولازالت هذه السلالة موجودة في الوديان الشرقية والغربية من بلاد المهرة.

## السلطنة المهرية

علم السلطنة

سلطنة المهرة أو سلطنة المهرة في قشن وسقطرى وهي إحدى السلطنات في جنوب الجزيرة العربية شملت تاريخياً منطقة المهرة وجزيرة سقطرى إضافةً إلى أجزاء من ظفار والربع الخالي. كان يحكمها أسرة بنو عفرار. نشأت السلطنة المهرية في القرن الخامس عشر وفي ستينات القرن العشرين ضمها الإنجليز إلى سلطنات الجنوب العربي (محمية عدن). آخر سلاطيين المهرة كان عيسى بن علي، اليوم المهرة وسقطرى جزء من اليمن.

## الجينيات
وفقًا لتحليل Y-DNA بواسطة سيرني (2009)، ينتمي معظم سكان سقطرى، وبعضهم من أحفاد مهرة، إلى مجموعة هابلوغروب جي J. حوالي 71.4 ٪ منهم يحملون القاعدة J*(xJ1,J2)، وهو أعلى معدل تم الإبلاغ عنه للكتلة الأبوية. من الناحية الأمومية، تظهر مجموعة هابلوغروب إن N القاعدية بالمثل عند أعلى تردداتها في الجزيرة (24.3٪).
وجد تحليل الميتوكوندريا عام (2010) أن مجموعة هابلوغروب R0a هي أكثر كليد شيوعًا بين المهريين في محافظة المهرة و سلطنة عمان (27.7٪)، بالإضافة إلى مجموعات فرعية متنوعة من مجموعة هابلوغروب L(xM,N) بنسبة (21.5%).

## من أعلام المهرة
- سفيان بن صهبانة المهري المعروف بالخرنق الشاعر.
- زهير بن قرضم المهري وفد على النبي محمد وكتب له كتابا.
- تميم بن فرع المهري محدِّث من أهل مصر.
- سليمان المهري ربّان بحري وعالم فلكي.
- أصبغ المهري عالم بالحساب والهندسة والهيئة والفلك وله عناية بالطب، من أهل قرطبة.
- أبو بكر بن عمار المهري شاعر أندلسي.